# Torneo ATP de Estambul
El Istanbul Open (actualmente patrocinado por TEB BNP Paribas) es un torneo oficial de tenis masculino que desde 2015 es parte del circuito ATP World Tour 250. Se  celebra en la ciudad turca de Estambul y se juega en canchas de arcilla al aire libre. Este es el primer torneo turco en la ATP World Tour.
En 2015 estuvo programado para el 27 abril hasta el 3 de mayo de 2015 y se llevó a cabo en las instalación "Koza Mundial de los Deportes", que se promueve como la mayor academia de tenis en el mundo. La pista central cuenta con un techo retráctil y proporciona capacidad para 7500 personas.

## Campeones

### Individual
| Año  | Campeón           | Finalista       | Resultado           |
| ---- | ----------------- | --------------- | ------------------- |
| 2015 | Roger Federer     | Pablo Cuevas    | 6-3, 7-6(11)        |
| 2016 | Diego Schwartzman | Grigor Dimitrov | 6-7(5), 7-6(4), 6-0 |
| 2017 | Marin Čilić       | Milos Raonic    | 7-6(3), 6-3         |
| 2018 | Taro Daniel       | Malek Jaziri    | 7-6(4), 6-4         |

### Dobles masculinos
| Año  | Campeón                         | Finalista                        | Resultado        |
| ---- | ------------------------------- | -------------------------------- | ---------------- |
| 2015 | Radu Albot Dušan Lajović        | Robert Lindstedt Jürgen Melzer   | 6-4, 7-6(2)      |
| 2016 | Flavio Cipolla Dudi Sela        | Andrés Molteni Diego Schwartzman | 6-3, 5-7, [10-7] |
| 2017 | Roman Jebavý Jiří Veselý        | Tuna Altuna Alessandro Motti     | 6-0, 6-0         |
| 2018 | Dominic Inglot Robert Lindstedt | Ben McLachlan Nicholas Monroe    | 3-6, 6-3, [10-8] |